# Claire Bryant
Claire Bryant, född den 25 augusti 2001, är en amerikansk friidrottare som främst tävlar i längdhopp.
Bryant vann guld vid friidrotts-VM inomhus 2025 i Nanjing.

## Uppväxt
Bryant växte upp i Houston i Texas, där hon under sin tid på high school tävlade i både längdhopp och höjdhopp.

## Karriär
Bryant studerade vid och tävlade för University of Florida 2020–2024. Hon lyckades aldrig vinna de amerikanska collegemästerskapen i längdhopp, varken inomhus eller utomhus; som bäst blev hon tvåa. Även efter det att hon avslutat studierna och blivit proffs fortsatte hon att träna på samma anläggning och för samma tränare.
Vid friidrotts-VM inomhus 2025 i Nanjing, som var Bryants första internationella mästerskap på seniornivå, tog hon överraskande guld. Segerhoppet mätte 6,96 meter, nytt personligt rekord.

## Personliga rekord
- Längdhopp – 6,96 meter (23 mars 2025 i Nanjing)
  - Utomhus – 6,93 meter (17 maj 2025 i Atlanta)